# Слободан Ивков
Слободан Ивков (Суботица, 7. фебруар 1959) српски је стални судски вештак, новинар, публициста, теоретичар уметности, критичар и ликовни уметник.
Он је вештак за област Ауторских права регистрован при Министарству правде Републике Србије (у регистру и роковницима адвоката под: Интелектуална својина). Од 1997. повремено обавља овај посао, а од 2000. до данас има решење ресорног Министарства да је стални вештак, које је потврђено на 2 у међувремену од 2000. до данас расписивана конкурса. Теоретичар, критичар и историчар уметности, слободни српски новинар и непосредни ликовни уметник (графички дизајн, илустрација, фотографија, карикатура, стрип) који је излагао на око 120 групних и 8 индивидуалних изложби (био је и аутор концепција још око 20 поставки туђих радова), публициста, писац, књижевни и ликовни критичар, уредник књига, новина, часописа, комерцијалних и уметничких каталога...

## Биографија
Од 1986. редовни је члан професионалног Удружења ликовних уметника примењених уметности и дизајнера Србије (УЛУПУДС), и то: Секције за теорију, критику и историју уметности и Дизајн секције. Радови су му заступљени у сталним збиркама Музеја примењене уметности у Београду, Стеријиног позорја (Нови Сад) и Музеја позоришне уметности (Београд). У УЛУПУДС-у је у једном целом мандату био председник Уметничког савета и члан Управног одбора. Од 2015. је одлуком Скуштине члан Суда части УЛУПУДС-а.
Био је именован за председника или је био члан више десетина стручних жирија.
Од 2014. члан је Савета Салона савремене уметности Музеја примењене уметности у Београду.
Публицистиком и новинарством је почео да се бави 1978. у "Гласу економиста", а од 1987. је редован члан Удружења новинара Србије (УНС).
Уредник или члан редакција више часописа и друге периодике. Већ 28 година стални сарадник недељника "НИН", а око 10 година (2007—2016) дневног листа "Блиц". Имао је и вишегодишњу редовну сарадњу са дневним листом "Политика", све док 2007. није престала да плаћа хонораре својим спољним сарадницима, међу којима је био и он.
У недељном додатку "Књига" дневног листа "Блиц" дуже је од 5 година (2010—2015), све до престанка излажења тог сепарата, у континуитету био хонорарни уредник научне и популарне књиге. Од 2007. до данас има редовне колумне у "Блицу".
Више пута награђиван највишим студентским наградама (избор: Октобарска награда града Београда за дипломски рад из предмета социологија) и професионалним признањима (избор: "Павле Васић" за допринос теорији примењене уметности, 3 годишње награде УЛУПУДС-а, од тога 2 по предлогу Дизајн секције и 1 по предлогу Секције теоретичара, критичара и историчара уметности...)...
Звање: Истакнути уметник.
Статус: самостални уметник и новинар, незапослен.
Поред строго професионалних активности, шире области интересовања су му: природне науке, ликовна нарација/стрип, карикатура и разни облици фантастике, нарочито научна фантастика (НФ/SF). Са 22 године био је 1981. један од 10 оснивача друштва "Лазар Комарчић", а у младости, у време студирања, и стрипске групе "Београдски круг 2" (1979—1986).
Има ауторску збирку карикатура (1983.), а објавио је и збирку НФ/SF прича (1994.). До 1994. писао је сценарије за неке од најбитнијих стрипских цртача бивше Југославије. Као критичар, истраживач и уредник до пре 2 - 3,5 деценије (осамдесетих, до средине деведесетих) знатно је утицао на развој југословенског стрипа.
Живи и ради у Београду.

## Судски вештак за ауторска права
Испред УЛУПУДС-а први је пут био делегиран за судског вештака у споровима на пољу примењене уметности и ауторског права 1997. године, а на листи сталних вештака Министарства правде Републике Србије за ширу област ауторског права налази се од 2000. Понегде у регистрима и адвокатским роковницима налази се и у категорији: Интелектуална својина.

## Уметничке функције
Био један од селектора 39. октобарског салона (Београд, 1998), две Мајске изложбе (Београд, 2011. и 2012.) и обичан члан или председник око 40 стручних жирија.
У периоду 2008 - 2012. био је у Одбору секције историчара уметности УЛУПУДС-а.
У периоду 2010 - 2012. на изборној Скупштини изабран је за члана Уметничког савета УЛУПУДС-а, а потом одређен и за Председника Уметничког савета УЛУПУДС-а.
У периоду 2010 - 2012. био је и члан Управног одбора УЛУПУДС-а.
Од краја 2015. Скупштина УЛУПУДС-а га је у наредном мандату предложила и именовала за члана петочланог Суда части Удружења, које у време одржавања годишње скупштине броји око 1800 редовних чланова.
Од 2014 - 2016. члан је Савета Салона савремене уметности Музеја примењене уметности у Београду.

## Награде и признања
- Октобарска награда града Београда за дипломски рад из социологије (1985)
- Три годишње награде УЛУПУДС-а за стваралаштво: две на предлог Дизајн секције за остварења у 1996. и 1999. (додељене 1997. и 2000.), као и једна на предлог Секције за теорију, критику и историју уметности за рад у 2013. (додељена 2015.).
- Награда „Павле Васић“ коју у ректорату београдског Универзитета уметности једном годишње заједно додељују Музеј примењене уметности, Факултет примењених уметности и Удружење ликовних уметника примењених уметности и дизајнера Србије (УЛУПУДС) "за афирмацију критичко-теоријске мисли у области примењених уметности и дизајна у Србији".
- Звање Витез од духа и хумора (Гашин сабор, 2018), додељују Центар за уметност стрипа Београд при Удружењу стрипских уметника Србије и Дечји културни центар Београд[1]

## Чланство у професионалним удружењима
Од 1986. члан је УЛУПУДС-а (Удружења ликовних уметника примењених уметности и дизајнера Србије), секције за дизајн, а од 2008. члан и Секције за теорију, критику и историју уметности. Оснивач је и власник уметничког атељеа Арт студио "Overdrive", регистрованог при УЛУПУДС-у 1993.
Од 1987. члан је Савеза новинара Србије (од 1987. и Савеза новинара Југославије), после распада СФР Југославије преименованог у Удружење новинара Србије, са седиштем у Београду. Био је и члан Савеза новинара Србије и Црне Горе, све до одвајања ове републике 2006. године. Од тада је члан само Удружења новинара Србије.

## Чланство у осталим удружењима
Био је један од десеторице оснивача друштва "Лазар Комарчић" i његов активни члан од оснивања 1981. до 1991. Од оснивања 2011. члан је и Удружења стрипских уметника Србије (УСУС), а од 2014. члан је Удружења карикатуриста Србије FECO (огранак међународног удружења FECO).

## Ликовне и примењене уметности
Од 1977. професионално се бави ликовним уметностима, графичким дизајном, примењеном графиком (стрипом, карикатуром и илустрацијом) и фотографијом, што као непосредан стваралац, што као уредник, историчар уметности, теоретичар, ликовни критичар и истраживач.
Илустрацијом и карикатуром се континуирано, непосредно креирајући оригинална дела, бавио 1977-1990, стрипом 1977-1993, фотографијом 1980-1987, дизајном (претежно графичким) 1978-2004, а теоријом, историјом и критиком уметности без прекида од 1980. до данас.
Објавио је 1975. прве илустрације и карикатуре у сомборском листу "Покрет". У периоду 1977-1990. интензивно се бавио хонорарним илустровањем и објављивањем карикатура (око 400 карикатура). Штампано му је близу хиљаду цртежа (илустрација, карикатура и стрипова) у многим најзначајнијим часописима из различитих области: публицистика (недељни часописи "НИН", "Дуга", "Данас", "Недељни Дневник", "Привредни преглед"...), периодични ("Квад-арт", међународни "Југословенски преглед"/"Jugосlav Review", ...), дневни листови ("Борба", "Политика експрес"...), економија ("Глас економиста"...), популарна наука ("Галаксија"...), хумор и сатира ("Јеж" и "Ошишани јеж"), спорт (недељник "Темпо"), студентска и омладинска штампа ("Студент", "Видици", "Младост", "НОН", "Глас омладине"...), стрип ("YU стрип", "Денис"), књижевност ("Књижевна реч"

## Фотографија
Фотографије објављивао у "Књижевној речи", "Видицима", "Студенту", "Младости", "НИН"-у...
До 2016. са својим делима учествовао на око 120 групних изложби, имао и 8 самосталних, а био у селекционим комисијама и жиријима за награде, било као члан или председник жирија, око 40 пута.
Од 2004. има звање Истакнути уметник.
У младости, време студирања, био је припадник стрипске групе "Београдски круг 2" (1979—1986), са којом је излагао више пута и објављивао цртеже у периодици.

## Дизајн
Часопис београдских студената "Студент" ликовно и графички, као дизајнер, графички и технички уредник, а и члан редакције, опремао је у два маха: 1979/1980. и у току 1983. Од 1982. до 1986. радио је као графички дизајнер часописа "Видици". У међувремену је дизајнирао: од 1978. до 1983. "Глас економиста", 1984/85. часопис "НОН" ("Нове омладинске новине"), часопис "А&Б" и још неке листове. Од 1989. до 1991. обликовао је часопис "Демократија данас", а током 1996. "Књижевну реч". Графичко-дизајнерски је уобличио неколико стотина, не само књига, већ и књишки дизајниране периодике и брошуре различитих издавача: "СИЦ" ("Студентски издавачки центар"), УКССО Београда, "Досије", ИП "Фокус", "Радничка штампа", "Видици", "SBM", ИП "Принцип"... Од 1985. до 1990. био је стално запослен као графичко-технички уредник издавачке делатности "Радничке штампе" Савеза синдиката Југославије, од 1990. до 1993. исти посао је стално обављао у издавачком предузећу "Фокус", током 1993. радио је као стално запослени графички дизајнер у арт студију "Црно на бело", а од јануара 1994. слободни је уметник. Бавио се дизајном плаката: Конференција УНЕСКО-а у Београду 1980, Економијада 1980, разне прославе београдских студената, бруцошијаде и сличне манифестације (на пример, празник 25. маја 1980.), разни пропагандни плакати издавачких кућа (за Сајмове књига у Београду, продајне кампање...).
Од 1991. до почетка 1994. био је стални дизајнер сомборског Народног позоришта (плакати за представе, програми, дипломе, улазнице и остали пропратни прозводи). Радови из овог периода се налазе у сталним поставкама Позоришног музеја у Београду, Музеја примењене уметности у Београду и Стеријиног позорја/Музеја Војводине у Новом Саду.
Бавио се и дизајнерским пропагандним пословима (каталог компаније за производњу писаћих трака "ХБМ", штампани огласи у периодици: "Политици", "НИН"-у, "Борби", "Практичној жени", "Економској политици", "Књижевној речи", "Књижевним новинама", "Оку", "Уни", "Рачунарима"...), те амбалажом (кутије за писаће траке "ХБМ"...), етикетама, заштитним знацима, визуелним идентитетом предузећа...

## Сценаристика и проза
По Ивковљевим сценаријима, углавном краће стрипове су радили познати цртачи Србије и бивше Југославије: Драган Боснић, Горан Парлов, Милан Јовановић, Богдан Јовановић, Дејан Ђуровић, Ратомир Петровић, Бојан М. Ђукић, Жељко Пахек, Војислав Васиљевић, Душан Гачић, Алекса Гајић, Тихомир Челановић, а две године је био сценариста цртачу Лази Средановићу на серијалу „Дикан“ у Политикином Забавнику. По сопственим сценаријима цртао је стрипски серијал „Земљани“.
Научнофантастичне приче је објављивао у часописима Сириус (Загреб), Алеф (Нови Сад) и Емитор (Београд).

## Публицистика, историја уметности и уређивање
Од 1979. публиковао је преко 650 теоријских текстова о различитим дисциплинама чисте и примењене ликовне уметности у стручној периодици ("Ликовни живот", "Момент", "Квад-арт"...), у осталој периодици ("Видици", "НИН", "Политика", "Књижевна реч", "Пегаз", "Борба", "Око", "Синеаст"...), као и предговоре каталозима, ауторске прилоге хрестоматијама и зборницима, те као рецензент препоруке za око 30 књига.
Био је уредник рубрика дневних новина, часописа и стручних књига.
Рецензент је тридесетак стручних књига (избор): монографија "Чика Урош" (о сликару Урошу Предићу, Банатски Културни центар, 2013), фото-монографија "Душе тела" (Банатски Културни центар, 2013), Натали Енџиер "Жена" (женске студије, NNK Интернационал, Београд, 2010), "О илустровању књига поезије", "Видео-илустрација књиге"...
Поред осталог, стални је критичар листова НИН и Блиц.
По Ивковљевим сценаријима стрипове су радили познати цртачи Србије и бивше Југославије: Драган Боснић, Горан Парлов, Милан Јовановић, Богдан Јовановић, Дејан Ђуровић, Ратомир Петровић, Бојан М. Ђукић, Жељко Пахек, Војислав Васиљевић, а две године је био сценариста цртачу Лази Средановићу на серијалу „Дикан“ у Политикином Забавнику. По сопственим сценаријима цртао је комични стрипски серијал „Земљани“.
Научнофантастичне приче је објављивао у часописима Sirius (Загреб), Алеф (Нови Сад) и Емитор (Београд).

## Изабрана библиографија
- Зид, књига карикатура, Књижевна омладина Србије, Београд 1983.
- 2084, албум стрипова, са цртачем Гораном Парловим, „Moria Comics“, Загреб 1990.
- Дикан и Хазари, стрип са цртачем Лазом Средановићем, Политикин Забавник, Београд 1993. (Серијал Дикан, 20. епизода)
- Дикан и Атлантида, стрип са цртачем Лазом Средановићем, Политикин Забавник, Београд 1993—1994. (Серијал Дикан, 21. епизода)
- На граници књиге, збирка научнофантастичних прича, „СБМ“, Београд 1994.
- 60 година домаћег стрипа у Србији, Галерија „Ликовни сусрет“, Суботица 1995.
- (одреднице о српским ауторима),ed. by Maurice Horn, „Chelsea House“, U.S.A. 1999.